# فلیچه رمانی
فلیچه رمانی (ایتالیایی: Felice Romani؛ ۳۱ ژانویهٔ ۱۷۸۸ – ۲۸ ژانویهٔ ۱۸۶۵) شاعر، ادیب، پژوهشگر و متخصص اسطوره‌شناسی و نویسنده اهل ایتالیا بود.
وی لیبرتوهای فراوانی برای اپراهای وینچنتزو بلینی و گائتانو دونیزتی سرود و او را، برترین نویسندهٔ اشعار اپرایی، مابین دورانِ زندگیِ پیترو متاستازیو و آریگو بوئیتو می‌دانند.